# タランチュラ

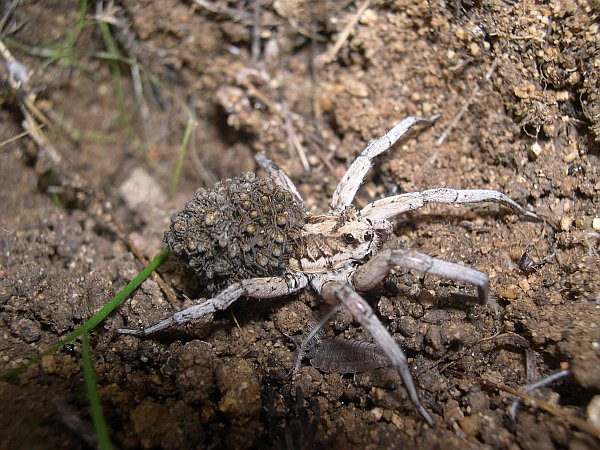
タランチュラコモリグモ（雌）と子蜘蛛

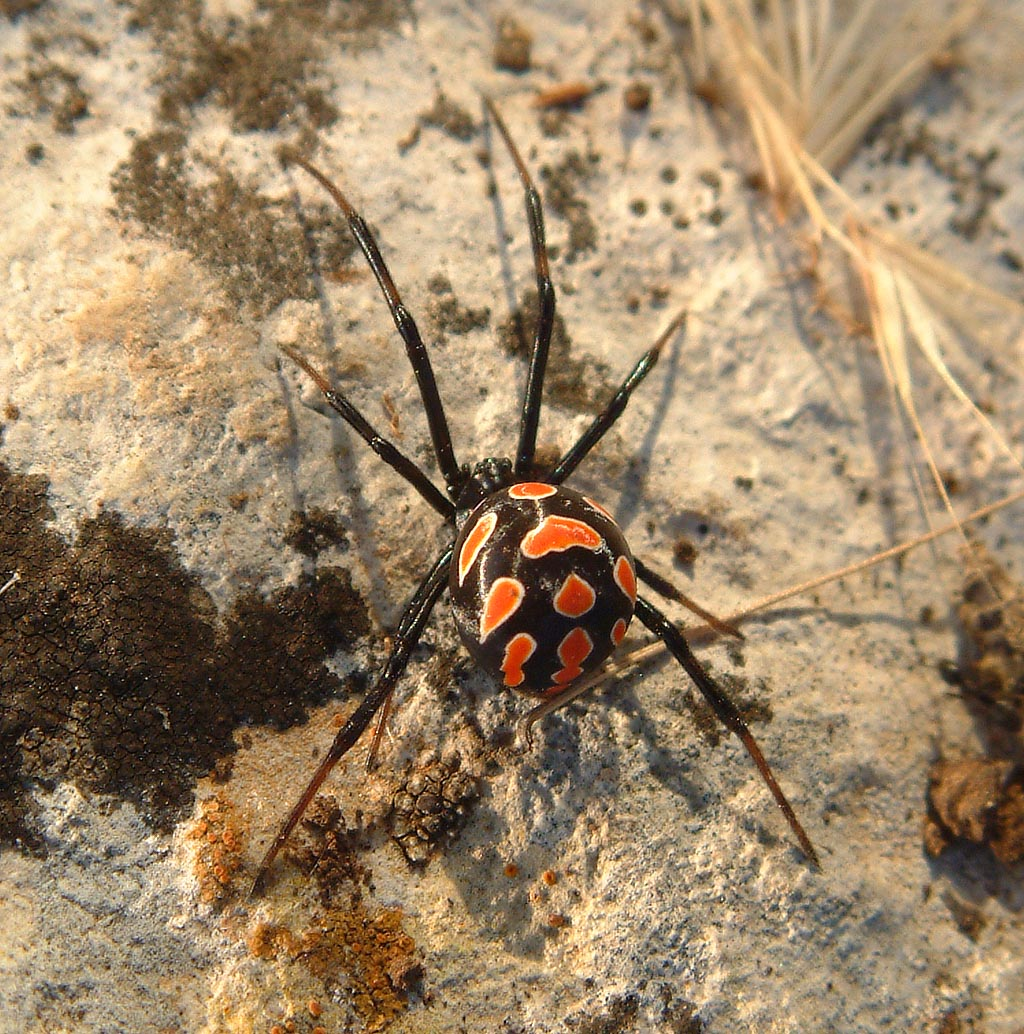
ジュウサンボシゴケグモ（雌）

タランチュラ（tarantula、英語発音: [təˈræntʃulə]）とは、ヨーロッパの伝説に登場する毒グモである。
語源はイタリアの港町、タラントであるとされる。その地方には毒グモの伝説があり、それに噛まれるとタランティズムという病を発症するといわれた。タランティズムの患者は死なないためには、タランテラという踊りを踊ればいいという伝承があり、この伝承に触発されて多くの音楽が作られた。南イタリアでは、16世紀と17世紀にタランティズムがしばしば報告された。
伝説のクモは、この地方に産する大型のコモリグモの1種タランチュラコモリグモ（Lycosa tarantula）であるとされた。タランチュラコモリグモは、雌が体長約27 mm、雄が体長約19 mmとコモリグモの中では大型であるが、実際には毒は恐ろしいものではない。同じ地域には人間にも危険な猛毒のジュウサンボシゴケグモ（Latrodectus tredecimguttatus）が生息しており、全長が約1cmのジュウサンボシゴケグモよりも、より大きなタランチュラコモリグモの方が目に付きやすいため、誤解が広まったようである。ジャン・アンリ・ファーブルは近縁のナルボンヌコモリグモ（L. narbonensis Walckenaer）の毒の強さを調べるためにひよこを噛ませたところ、死んでしまったと記録しているが、直接に毒で死んだと言うより、足が動かなくなり、餌が食べられなくなったのが原因だろうと言われている。かつてはコモリグモ科はこの伝説のためにドクグモ科と呼ばれていたが、クモの中でも特に毒性が強いわけではなく、母グモは子グモを腹部の上にのせて守る習性があるため、コモリグモ科と名前が変わった経過がある。
タランチュラの伝承を知るヨーロッパ人が新世界に渡ってから、恐ろしい姿の大きなクモを見るとタランチュラと呼んだ。当初はアシダカグモ類もその名で呼ばれることがあったようだが、次第にオオツチグモ科のクモなどをタランチュラと呼ぶようになった。

## 分類
クモ亜目
- トタテグモ下目

Atypidae ジグモ科
Dipluridae ホンジョウゴグモ科
Hexathelidae ジョウゴグモ科
Mecicobothriidae イボナガジョウゴグモ科
Theraphosidae オオツチグモ科
- クモ下目

コモリグモ科
コモリグモ属（Lycosa）
タランチュラコモリグモ（L. tarantula）